# Bialystoker Synagogue
De Bialystoker Synagogue is een synagoge van de orthodox-joodse gemeenschap in de wijk Lower Manhattan in de Amerikaanse stad New York. De synagoge is gevestigd op Bialystoker Place 7–13 (voorheen: Willett Street). Het gebouw dateert van 1826 en was van oorsprong een Episcopaalse kerk: de Willett Street Methodist Episcopal Church. De congregatie kocht het gebouw in 1905 aan.
In 1966 werd het gebouw opgenomen in de National Register of Historic Places, waardoor het de status van monument heeft verkregen, omwille van het feit dat het slechts een van de vier resterende 19e-eeuwse religieuze gebouwen in laatfederale stijl in Lower Manhattan is. Het is tevens de oudste nog in gebruik zijnde synagoge van de stad.

## Congregatie
De congregatie werd in 1865 opgericht in de wijk Lower Manhattan onder de naam Chevra Anshei Chesed of Bialystok, door een groep joden afkomstig uit de stad Białystok. De eerste samenkomsten vonden plaats in een gebouw aan Hester Street en ergens tussen 1878 en 1893 in een gebouw aan Orchard Street.
In 1905 en 1906 vonden in Bialystok meerdere pogroms plaats, wat leidde tot een grote toestroom van immigranten in New York. Hierdoor zag de congregatie zich in 1905 genoodzaakt om een nieuw, groter onderkomen te zoeken. Datzelfde jaar nog ging de eveneens uit Białystok afkomstige congregatie Adas Yeshurun op in die van Chevra Anshei Chesed; samen gingen zij door als de Beit Ha-Knesset Anshei Bialystok (Bialystoker Synagogue). Door het bundelen van de krachten, het afsluiten van een lening en het verkopen van de oude synagogenruimtes kon de congregatie het zich veroorloven om later dat jaar nog de Willett Street Methodist Episcopal Church op Willet Street (thans Bialystoker Place) nummer 7 aan te kopen. Tijdens de crisis van de jaren 1930 werd besloten om het gebouw minder sober te maken en de binnenzijde te voorzien van decoratieve joodse voorstellingen en elementen.
In 2017 nam de congregatie gedenkplaten en andere gedenkwaardige items uit het joodse bejaardentehuis Bialystoker Nursing Home, dat tot en met 2012 in dezelfde straat was gevestigd, op in haar collectie. Ook hangt er een plaat ter nagedachtenis aan Bugsy Siegel.
Anno 2024 is de congregatie de grootste van de buurt Lower East Side. Sinds 2023 is Menachem Tuchman de rabbijn. Hij volgde Zvi David Romm op, die de functie van 2002 tot en met 2022 bekleedde.

## Architectuur
Het huidige onderkomen is een voormalig kerkgebouw en dateert van 1826. Aan de buitenzijde bestaat het gebouw uit een frontondak en ronde, gebogen ramen. De bouwstenen zijn vervaardigd uit schist, afkomstig uit een voormalige, nabijgelegen mijn op Pitt Street.
Aan de binnenzijde is na de aankoop van het gebouw in 1905 een speciale sectie voor vrouwen toegevoegd. In een van de hoeken daarvan bevindt zich een kleine, onopvallende deur met daarachter twee ramen en een ladder naar de zolder. De zolder was oorspronkelijk in gebruik door de Underground Railroad, die onderdak bood aan weggelopen totslaafgemaakten. Ook is binnen een in Italië vervaardigd houten sculptuur van een ark te bewonderen. 
In 1988 werd het interieur teruggebracht in de oorspronkelijke staat. Het bijbehorende schoolgebouw, dat in slechte staat verkeerde, werd eveneens gerenoveerd en heropend als The Daniel Potkorony Building. Rond 2007 werden de glas-in-loodramen hersteld.

## Galerij

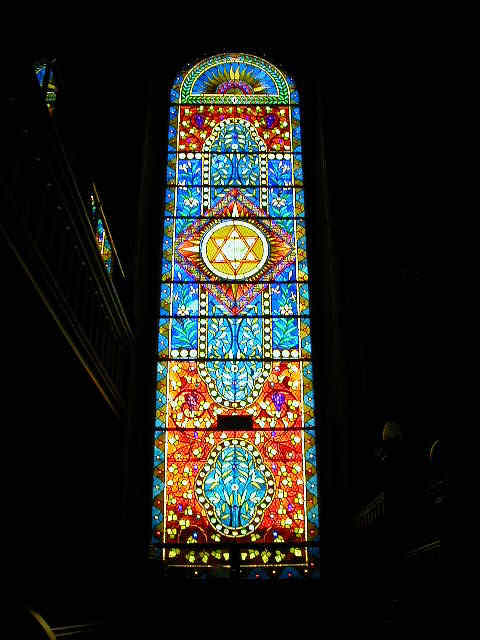
Hersteld glas-in-loodraam (2007)
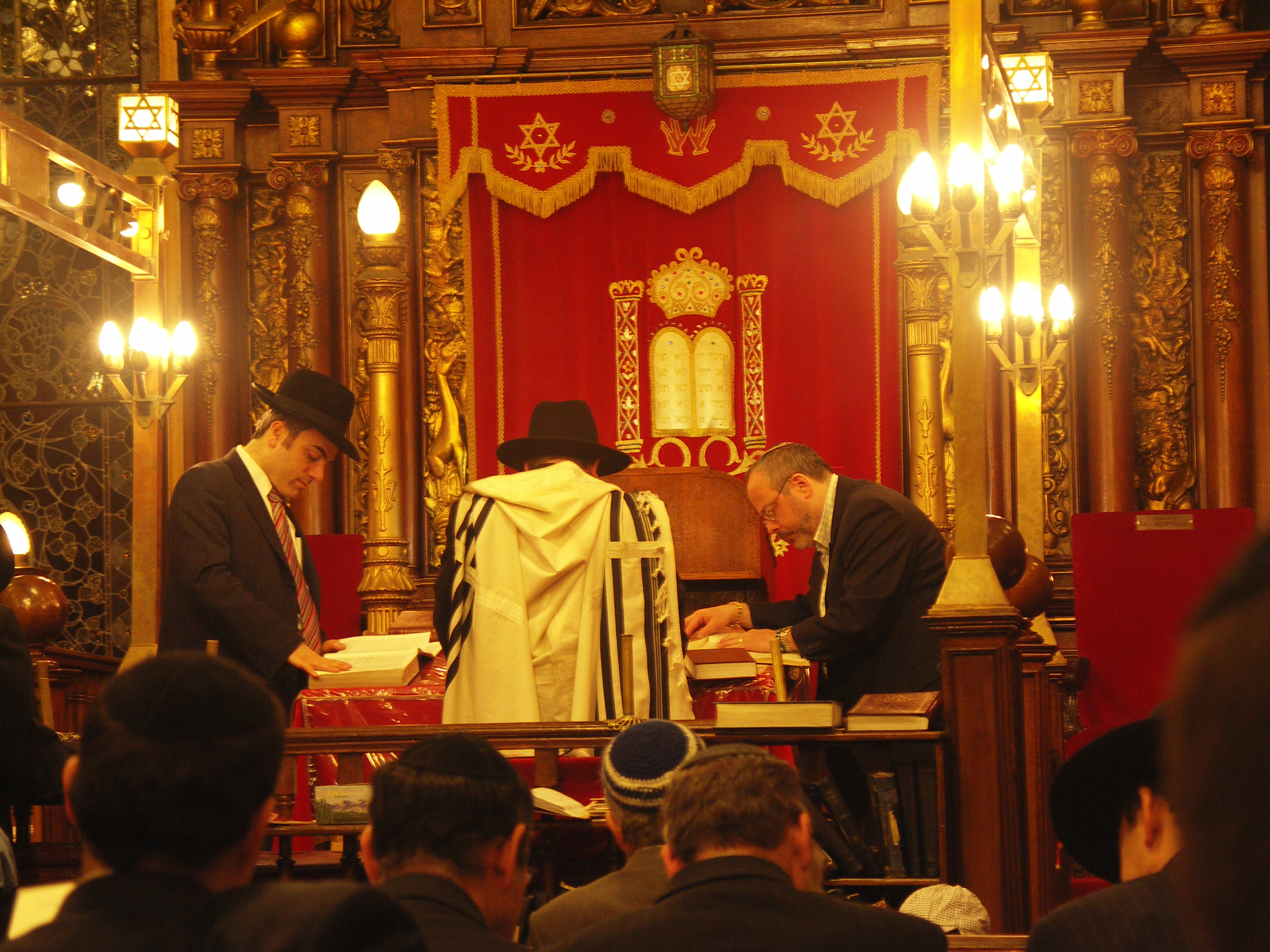
Voorlezen van de Thora op de bima (2007)
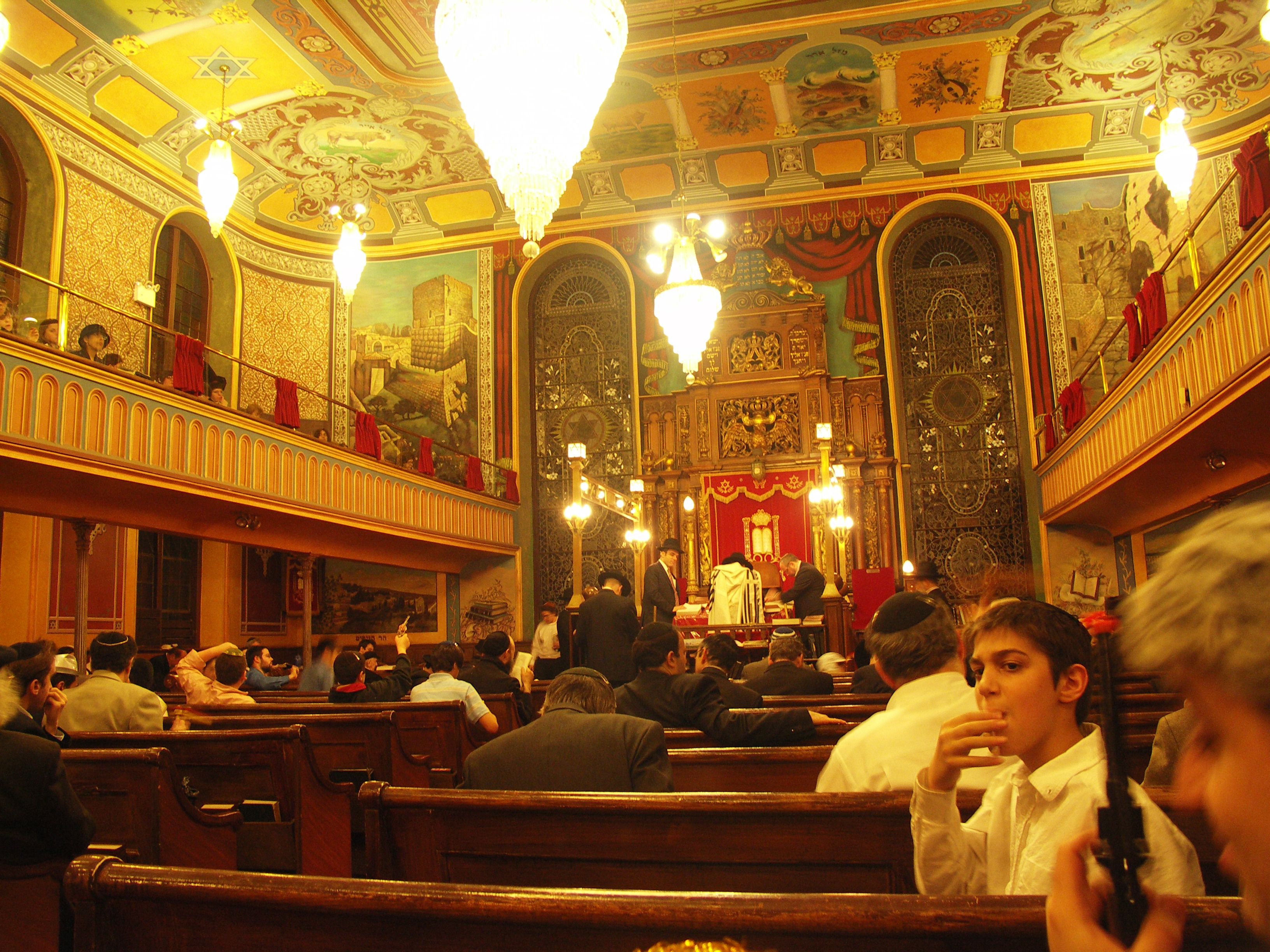
Binnenzijde (2007)